# Teatro Santa Rosa de Lima
El Teatro Santa Rosa de Lima es un recinto cultural multipropósito localizado en el colegio del mismo nombre en la Avenida principal de Santa Rosa de Lima, en el Municipio Baruta al este de la jurisdicción del Distrito Metropolitano de Caracas y al noroeste del Estado Miranda, al norte del país sudamericano de Venezuela. Tiene capacidad para recibir a unas 300 personas. Se localiza cerca de la urbanización Santa Rosa de Lima y de la Autopista de Prados del este. En el espacio se ofrecen espectáculos, obras de teatro, conciertos, presentaciones de Stand Up Comedy, eventos de música clásica y actividades culturales de diverso tipo.